# Thamnochortus rigidus
Thamnochortus rigidus är en gräsväxtart som beskrevs av Esterh. Thamnochortus rigidus ingår i släktet Thamnochortus och familjen Restionaceae. Inga underarter finns listade i Catalogue of Life.